# The Office
 For alternative betydninger, se The Office (USA).
The Office er en mockumentar sitcom, der havde premiere i Storbritannien den 9. juli 2001 på BBC Two, hvorefter den kørte i to sæsoner og afsluttedes af to juleafsnit. Serien er skrevet og instrueret af Stephen Merchant og Ricky Gervais og følger dagligdagen på et kontor. Gervais spiller også seriens centrale rolle som chefen David Brent. 
På grund af seriens ret betragtelige succes købte NBC rettighederne til en amerikansk version, der havde premiere den 24. marts 2005. Desuden er der lavet en fransk, en tysk, en chilensk, en israelsk en fransk-canadisk og en svensk version af serien.
Alle udgaver af serien har det til fælles, at de foregår på et kontor, ledet af en uduelig chef med høje tanker om sin egen formåen. I den britiske version spillede Ricky Gervais selv hovedrollen som chefen David Brent, mens hans medforfatter og medinstruktør Stephen Merchant kun optrådte i et enkelt afsnit. Andre vigtige personer i den britiske udgave var Tim Canterbury (spillet af Martin Freeman), Dawn Tinsley (Lucy Davis) og Gareth Keenan (Mackenzie Crook).
I Danmark er komedieserien Mr. Poxycat & Co. inspireret af den britiske version af The Office. Specielt Ricky Gervais' opførsel som chefen David Brent.

## De forskellige versioner
- The Office (UK)
- The Office (USA)
- Le Bureau (Fransk)
- Stromberg (Tysk)
- La Job (Fransk-canadisk)
- La Ofis (Chilensk)
- Kontoret (Svensk)

| Fjernsyn | Spire Denne artikel om et tv-program er en spire som bør udbygges. Du er velkommen til at hjælpe Wikipedia ved at udvide den. |